# Deh Sheykh
Deh Sheykh (persiska: ده شیخ) är en ort i Iran.   Den ligger i provinsen Khorasan, i den nordöstra delen av landet, 700 km öster om huvudstaden Teheran. Deh Sheykh ligger 1 197 meter över havet och antalet invånare är 603.
Terrängen runt Deh Sheykh är huvudsakligen platt, men åt nordost är den kuperad.Runt Deh Sheykh är det ganska tätbefolkat, med 56 invånare per kvadratkilometer. Närmaste större samhälle är Nīshābūr, 4,3 km nordväst om Deh Sheykh. Omgivningarna runt Deh Sheykh är i huvudsak ett öppet busklandskap.